# Replicão
Em genética, replicão (português europeu) ou replicon (português brasileiro) é uma parte do DNA, ou seja, uma região do DNA que se duplica como uma unidade individual. Essa duplicação ocorre na intérfase, fase na qual o material genético precisa ser duplicado para que ocorra posteriormente a divisão celular. Os organismos procariotos apresentam apenas um replicon, enquanto os organismos eucariotos possuem várias unidades de replicação atuando simultaneamente durante a fase 'S' da intérfase. 
Quanto maior o número de replicons, maior a velocidade da replicação. Assim, como células eucariotas devem se replicar rapidamente, possuem vários replicons ao longo do seu DNA.